# Struthio

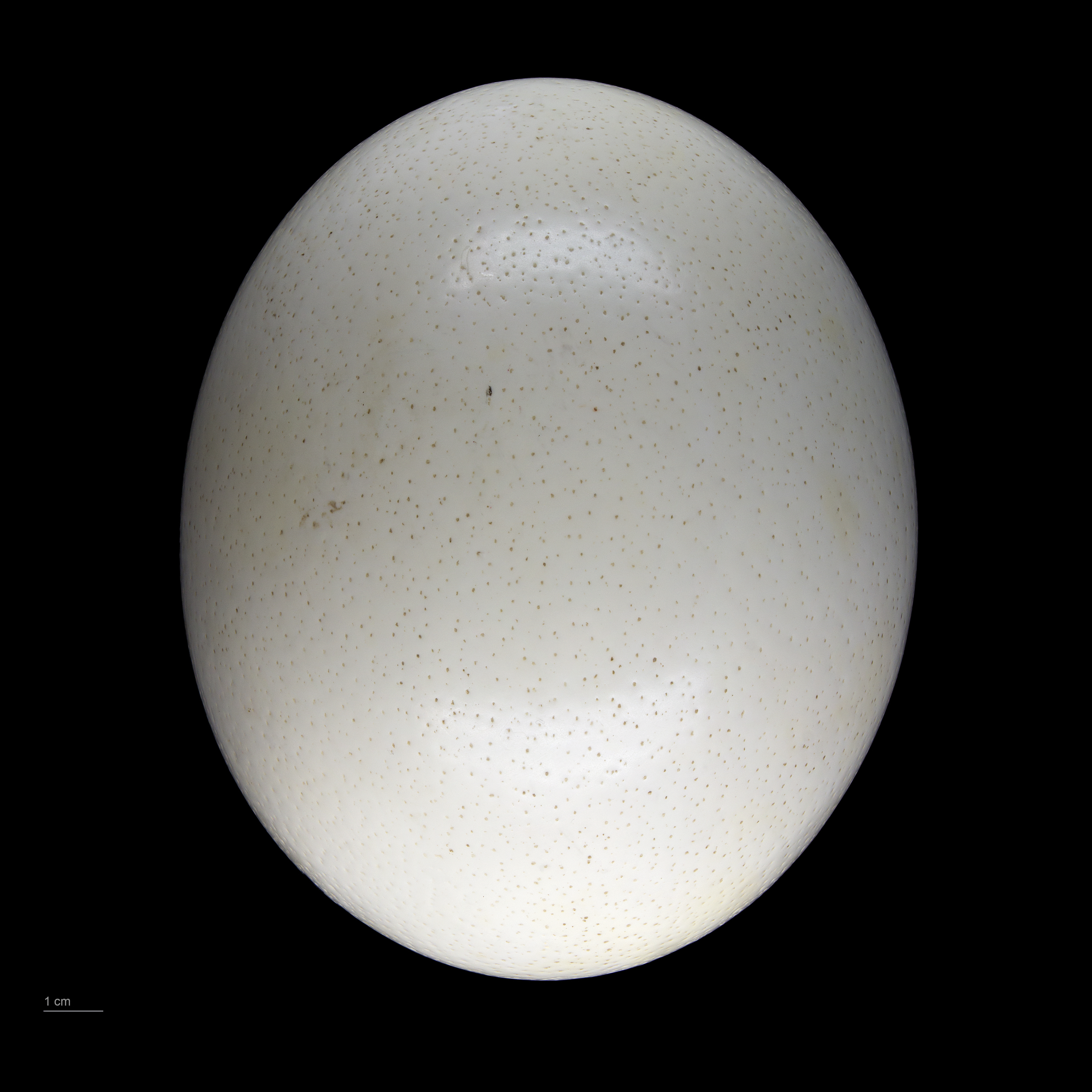
Struthio camelus - MHNT

Struthio é o único gênero atual da família Struthionidae, que compõe o avestruz-comum, S. camelus, e o avestruz-somali, S. molybdophanes, as únicas espécies sobreviventes desta família até hoje.

## Espécies
Existem dez espécies conhecidas deste gênero, dos quais oito são extintas. São eles:
- †Struthio asiaticus, avestruz asiático (China a Marrocos)
- †Struthio brachydactylus (Ucrânia)
- †Struthio coppensi (Elizabethfeld, Namíbia)
- †Struthio dmanisensis, avestruz gigante (Dmanisi, Geórgia)
- †Struthio linxiaensis (Yangwapuzijifang, China)
- †Struthio oldawayi (Tanzânia) ou uma subespécie do S. camelus
- †Struthio orlovi (Moldava)
- †Struthio wimani (China e Mongólia)
- Avestruz-comum, Struthio camelus
  - Struthio camelus australis
  - Struthio camelus camelus
  - Struthio camelus massaicus
  - Avestruz-árabe, Struthio camelus syriacus
- Avestruz-somali, Struthio molybdophanes

## Evolução
Os registros fósseis e fragmentos de casca de ovo mostram que os ancestrais do gênero originou cerca 40-58.000.000 anos atrás nas estepes asiáticas como pequenas aves que não voam. Por cerca de 12 milhões de anos atrás tinham evoluído em tamanho maior. Por este tempo eles se espalharam para a Mongólia e, mais tarde, a África do Sul.